# 姫路市立灘中学校
姫路市立灘中学校（ひめじしりつ なだちゅうがっこう）は、兵庫県姫路市に所在する公立中学校。
神戸市に所在する灘中学校（学校法人灘育英会）とは無関係であり、スポーツ等の大会表記では区別のため「姫路灘」とも表記される。

## 沿革
戦後の学制改革により姫路市が設置した新制中学校14校のうちのひとつである。1947年3月の姫路市新学制実施準備協議会の第1回会合では粟生・妻鹿校区に設置する「第八中学校」の原案が示された。4月2日の第2回会合ではこれを「灘中学校」と改め、4月7日の第3回会合でもこの案が維持された
- 1947年5月2日 - 粟生小学校（現在の白浜小学校）にて第1回入学式挙行。
- 1947年5月10日 - 元白浜造兵廠北地区倉庫にて開校式挙行。この日を開校記念日とする。校舎は粟生小・妻鹿小の一部を借用。
- 1947年9月24日 - 飾磨郡八木中学校を併合。
- 1948年4月10日 - 校章制定｡
- 1949年4月14日 - 飾磨郡糸引中学校を併合。
- 1949年10月1日 - 校歌制定（作詞:今井広史、作曲:永井幸次。変ロ長調）。
- 1950年3月9日 - 新校地として国有地であった大阪陸軍造兵廠白浜製造所を買収。
- 1985年2月23日 - 校旗新調。

## 部活動

### 運動部
- 野球部
- サッカー部
- 剣道部
- 柔道部
  - 第45回・48回全国中学校柔道大会男子団体戦第3位（2014年、2017年）第44回大会第5位（2013年）
  - 第25回・第28回近代柔道杯全国中学生柔道大会オープンの部優勝（2012年、2015年）第27回大会オープンの部準優勝（2014年）
  - 第26回マルちゃん杯全日本少年柔道大会男子団体戦2位（2015年）
  - 第11回、第12回サニックス旗福岡国際中学生柔道大会男子団体戦2連覇（2013年、2014年）
- 陸上競技部
  - 全国大会出場（1987年、1991年）
- 水泳部
- 相撲部
  - 全国中学校相撲選手権大会出場（1987年、1995年）
- ソフトテニス部
- バレーボール部
  - 全国中学校総合体育大会男子優勝（1969年）
- 卓球部
- バスケットボール部

### 文化部
- コーラス部
  - 全日本合唱コンクール全国大会に過去6度出場（2000-04、09年）銅賞6回受賞。
- 吹奏楽部
- 茶道部
- 箏曲部
- 美術部
- 家庭科部

## 通学区域
以下の小学校の通学区域。おおむね市川東岸の浜手地帯が該当する。
- 姫路市立糸引小学校
- 姫路市立白浜小学校
- 姫路市立八木小学校
- 姫路市立妻鹿小学校

### 区域の様子
当地区は、関西でも有数の荒い祭りとして知られている灘のけんか祭りの地元である。校区を国道250号と山陽電気鉄道本線がほぼ隣り合って横断し、この両線を境に南は工場地帯、北は山林、田畑となっている。近年は住宅地域化が著しい。
- 松原八幡神社

### アクセス
- 山陽電気鉄道本線
  - 白浜の宮駅より北へ徒歩約7分
- 神姫バス

「灘中学校前」停留所
- 92系統
  - 姫路駅（南口）行/白浜海岸・宇佐崎南行
- 93系統
  - 東山・白浜循環

## 著名な出身者
- 宮田としはる（元・関西ジャニーズJr.）
- 荒木穂乃佳（柔道家、世界ジュニア63㎏級優勝）
- 関根聖隆（柔道家、世界ジュニア100㎏級優勝）
- 村尾三四郎（柔道家、パリ五輪90㎏級2位）
- 土井葉月（女子陸上中・長距離選手）
- 内海崇（お笑い芸人、ミルクボーイ）

## 通学区域が隣接している学校
- 姫路市立大的中学校
- 姫路市立四郷学院
- 姫路市立山陽中学校
- 姫路市立飾磨東中学校